# Scott Bay (zatoka na południowy wschód od Liverpoolu)
Scott Bay – zatoka (ang. bay) w kanadyjskiej prowincji Nowa Szkocja, w hrabstwie Queens, na południowy wschód od miejscowości Liverpool; nazwa urzędowo zatwierdzona 7 grudnia 1937.